# Budgewoi
Budgewoi est une localité australienne située dans la zone d'administration locale de la Côte centrale, en Nouvelle-Galles du Sud.

## Géographie
La localité est située au bord du lac du même nom dans la région de la Côte centrale, et bordée à l'est par la mer de Tasman, à 115 km au nord-est de Sydney.

## Histoire
Elle a été fondée par l'aventurier anglais Edward Hargraves en 1856.

## Démographie
| 2001  | 2011  | 2021  |
| ----- | ----- | ----- |
| 3 194 | 3 254 | 3 497 |